# Galahad
Galahad was een van de ridders van de ronde tafel van koning Arthur. Volgens de legende was hij de zoon van Sir Lancelot du Lac en Elaine of Corbenic en stamde hij in directe lijn af van Jozef van Arimathea die weer een afstammeling van koning David was. In sommige gedichten wordt hij echter afgeschilderd als de onechte zoon van Lancelot en Guinevere, de vrouw van koning Arthur. Zijn echte moeder Elaine of Corbenic, ook genoemd Elaine met de witte handen, was de dochter van Koning Pelles of Corbenic. Dus niet te verwarren met Elaine of Astolot beter bekend als de vrouwe van Shalot, eveneens verliefd op dezelfde ridder,
Door zijn geestelijke zuiverheid, zijn kinderlijke onschuld en zijn innerlijke goedheid was hij de enige graalridder die erin slaagde de Heilige Graal, de beker waaruit Jezus dronk bij het Laatste Avondmaal, te vinden. Uiteindelijk werd hij koning van Sarras. Toen hij stierf werd hij met de Graal in de hemel opgenomen.
Galahad is de belichaming van de in de 13e eeuw heersende christelijke idealen. Vooral elementen van het kloosterleven zoals het streven naar pure zuiverheid (St. Bernard van Clairvaux) en innerlijke verlossing zijn duidelijk in legendes over hem te herkennen.
In Thomas Malory's boek Le Morte d'Arthur wordt uitvoerig geschreven over de zoektocht naar de Heilige graal, hoe moeiteloos Galahad zijn tegenstanders versloeg en hoe hij zijn metgezellen vaak zonder woorden naar de graal leidde. Dit deed hij samen met Bors en Parzival, maar alleen Galahad heeft de graal aangeraakt.

## Galahad in films en series
- In 1949 werd een 15-delige televisieserie The Adventures of Sir Galahad vertoond, de hoofdrol werd vertolkt door George Reeves, en ging over de avonturen en de zoektocht naar de Heilige Graal.
- In 2004 kwam de film King Arthur uit; Galahads rol is klein in het verhaal (hij wordt vertolkt door Hugh Dancy). Opvallend is dat Galahad niet de zoon is van Lancelot, maar gelijke strijders zijn.
- In de meeste films komt Galahad voor als de zoon van Lancelot en wordt hij meestal opgevoerd als kleine jongen.
- In 2011 komt hij voor in Het Huis Anubis. Hier wordt hij als een vrij domme man uitgebeeld die in onze tijd komt. Dit is echter voor een groot deel puur omdat hij dingen uit de moderne tijd niet kent. Aan het eind van de serie verlooft hij zich met de Vrouwe van het Meer.